# Maison de la Suède (Stockholm)

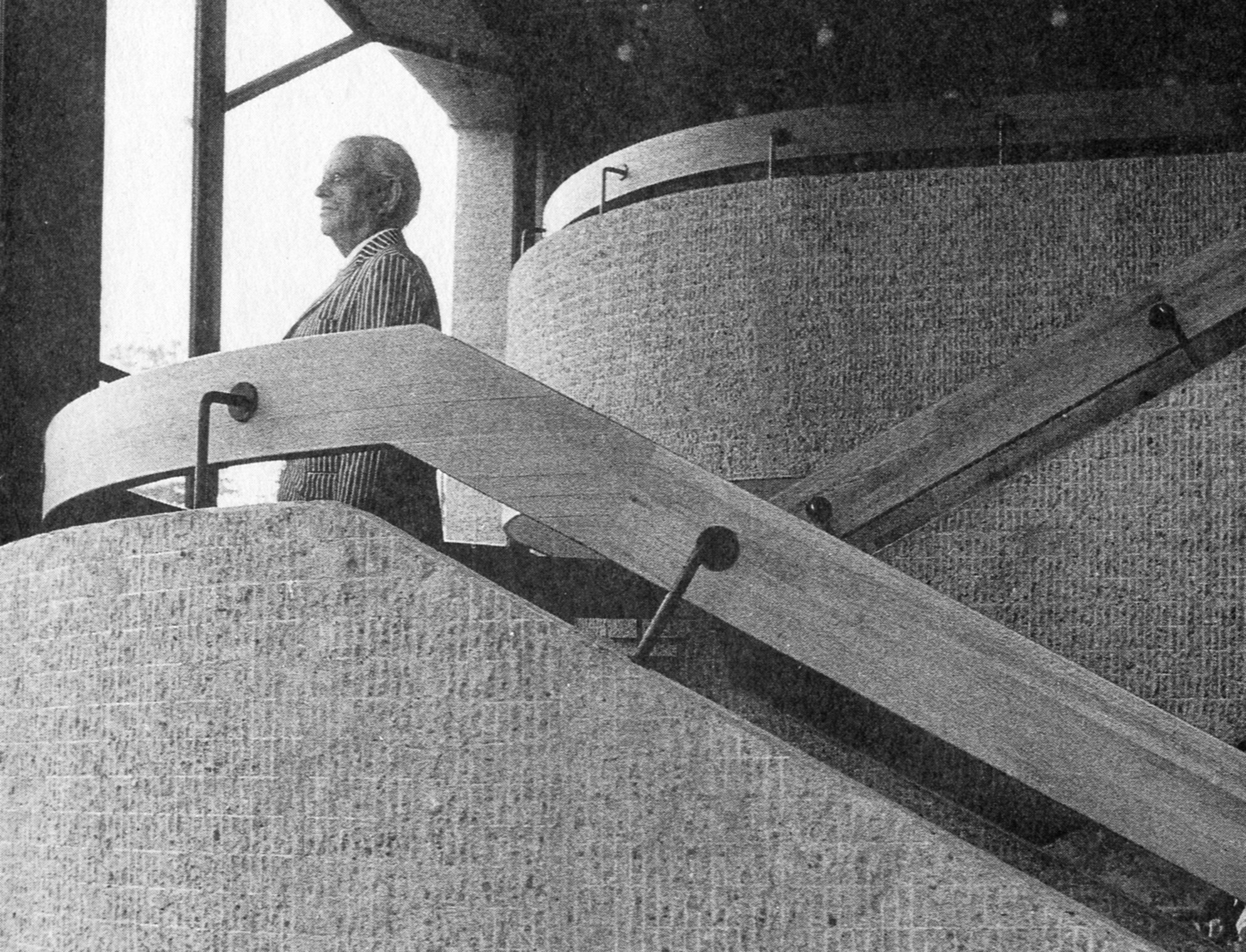
Sven Markelius dans les escaliers de la maison de la Suède en 1968.

La maison de la Suède (suédois : Sverigehuset) est un bâtiment situé à l'angle de la rue Hamngatan et du parc Kungsträdgården dans le quartier de Norrmalm au centre de la capitale suédoise, Stockholm.

## Architecture
Il s'agit de la dernière œuvre de l'architecte Sven Markelius, conçue et construite entre 1961 et 1969. L'artiste Siri Derkert est chargée d'une partie des décorations, avec notamment le Mur de la Suède (suédois : Sverigeväggen), un grand collage de métal visible sur la façade est du bâtiment, inauguré en 1969. Dans le cadre de l'inventaire réalisé par le musée de la ville de Stockholm en 2007, le bâtiment s'est vu décerner un marquage bleu, qui correspond au niveau de protection le plus élevé, et ouvre la voie à son classement comme monument historique (suédois : byggnadsminne).
Les volumes du bâtiment sont arrêtés dès l'origine : six étages du côté de la rue Hamngatan, et trois étages face au parc Kungsträdgården. La maison de la Suède est ainsi constituée de deux corps de bâtiment. Le plus petit abrite des bureaux, destinés à l'institut suédois et à d'autres administrations apparentées, et un restaurant. Le plus grand comprend un hall d'exposition sur deux niveaux, surmonté d'une bibliothèque, de salles de conférence, d'une cafeteria et de salles d'étude. Le hall d'entrée est dominé par de larges fenêtres en forme de prismes géants qui ressortent telles des oriels entre les piliers de la façade. Sur les plans, les fenêtres étaient pourtant simplement planes et rectangulaires.

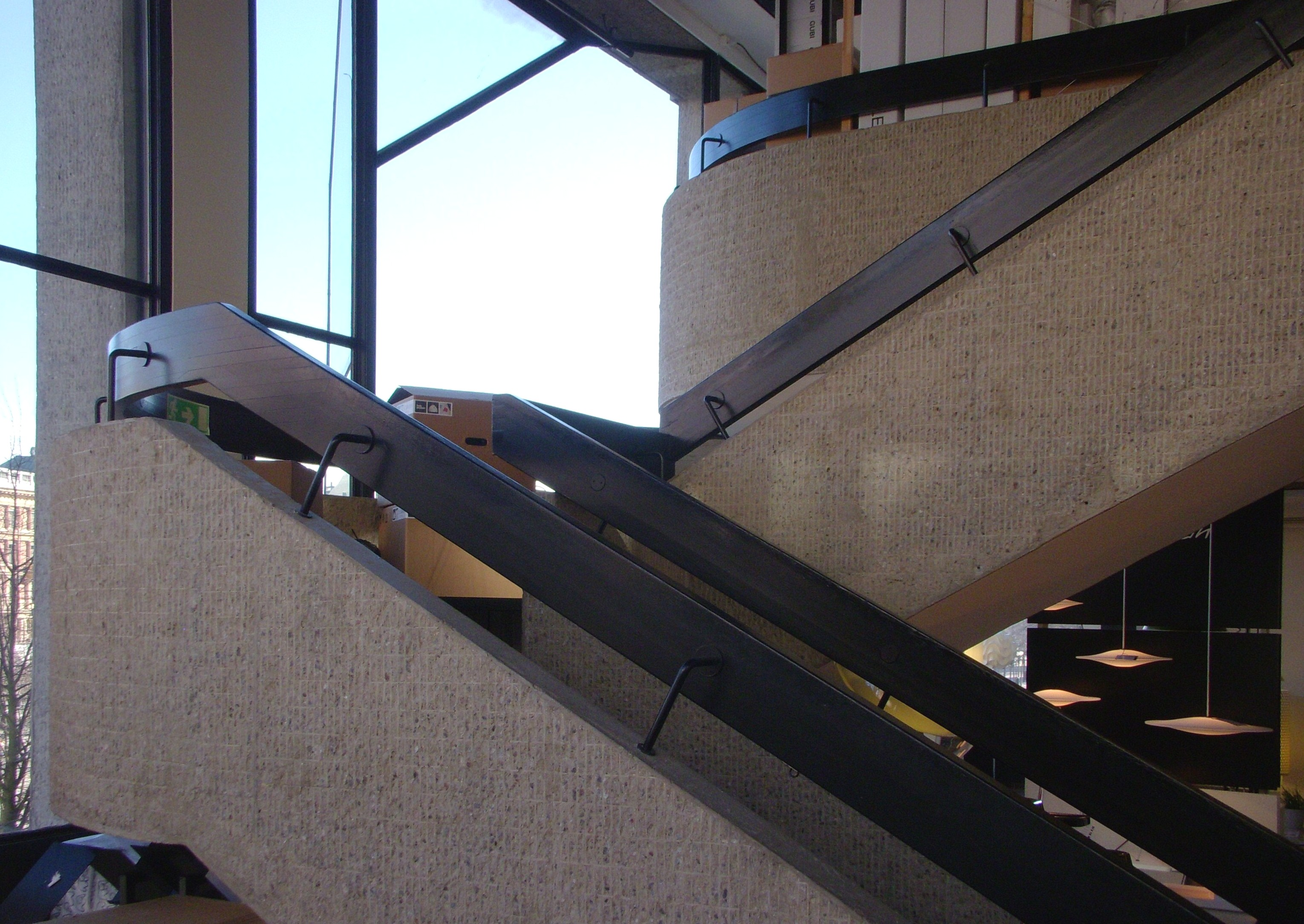
Le même endroit en mars 2012.

À l'origine, les façades du bâtiment doivent être recouvertes de marbre blanc, mais la première crise économique que connaisse la Suède depuis la fin de la Seconde Guerre mondiale atteint le projet dans sa phase de conception. Le ministre des finances de l'époque, Gunnar Sträng, annonce d'importantes coupes budgétaires sur le parc immobilier de l'état. Les façades et une partie des revêtements intérieurs sont finalement réalisés en béton, auquel un traitement spécial donne néanmoins l'apparence de la pierre naturelle : il est moulé dans des formes, avant d'être taillé au burin. Markelius procède à des expérimentations dans le jardin de sa villa de Danderyd, utilisant tapis en caoutchouc et boîtes d'œufs pour le moulage. On retrouve ce traitement particulier du béton à l'intérieur du bâtiment, par exemple dans l'escalier monumental. Le projet doit faire face à d'autres difficultés : le permis de construire se fait attendre, et le programme million qui vient de commencer provoque une pénurie de main d'œuvre dans le secteur du bâtiment – on préfère construire hôpitaux et grands ensembles dans les banlieues. Lorsque les travaux démarrent enfin en 1966, c'est avec l'aide d'apprentis.
Markelius lui-même déplorera plus tard que la maison de la Suède n'a jamais hébergé les espaces publics qui lui étaient à l'origine destinés. C'est la maison de la culture, inaugurée quelques années plus tard non loin de là, qui va devenir le centre névralgique du quartier. Le restaurant, dont Markelius voulait faire un lieu de rencontre simple et accueillant, et la cour intérieure, prévue pour servir de salle multifonction, n'ont pas non plus rempli leurs objectifs. Des travaux de modification font ensuite perdre au bâtiment une grande partie de ses caractéristiques originelles.
Pendant de longues années, la maison de la Suède a hébergé l'office du tourisme de Stockholm, qui déménage toutefois en septembre 2010 vers une nouvelle adresse dans le voisinage de la gare centrale. Les locaux ouverts au public sont aujourd'hui occupés par une boutique d'ameublement.

## Galerie

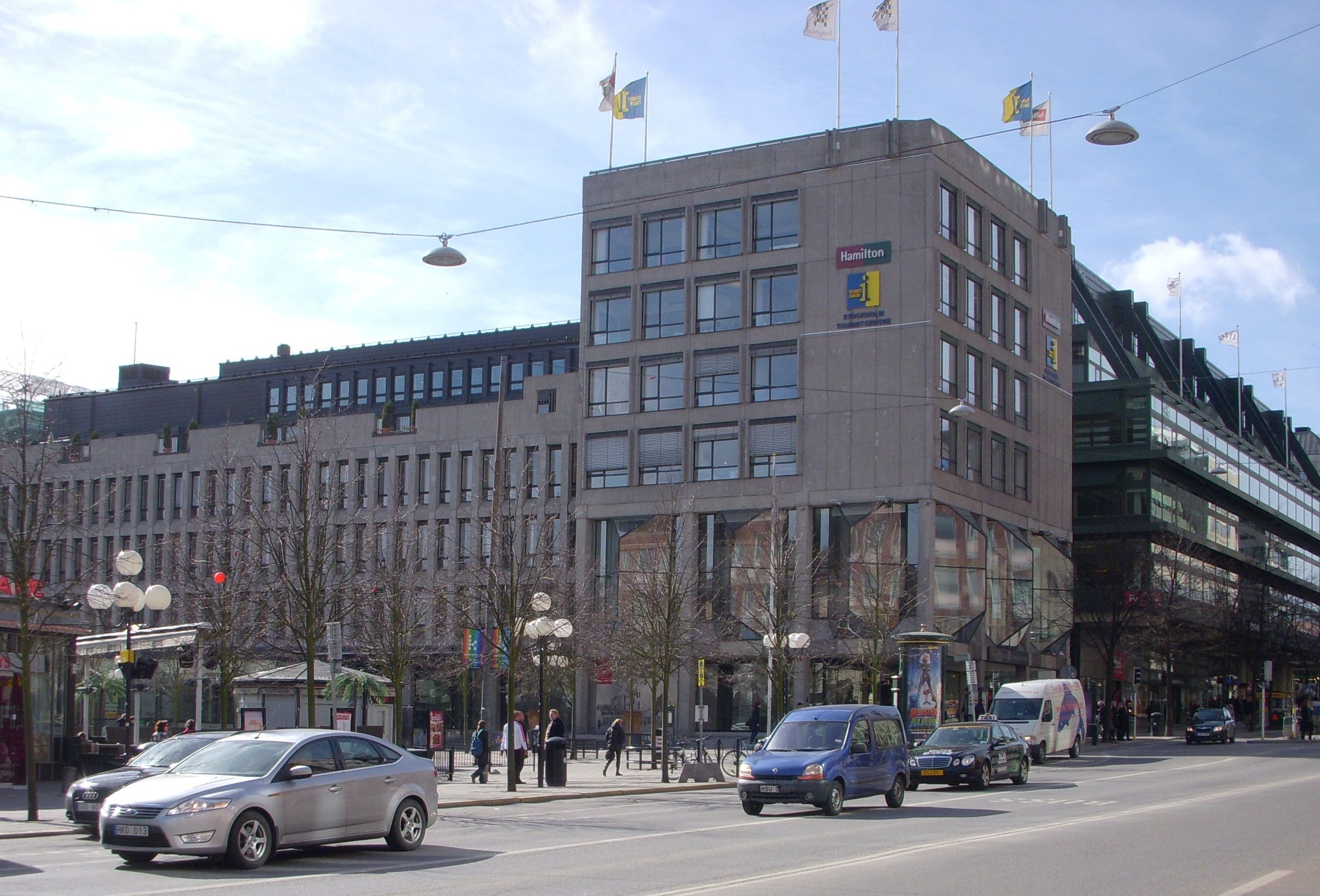
La maison de la Suède en 2009.
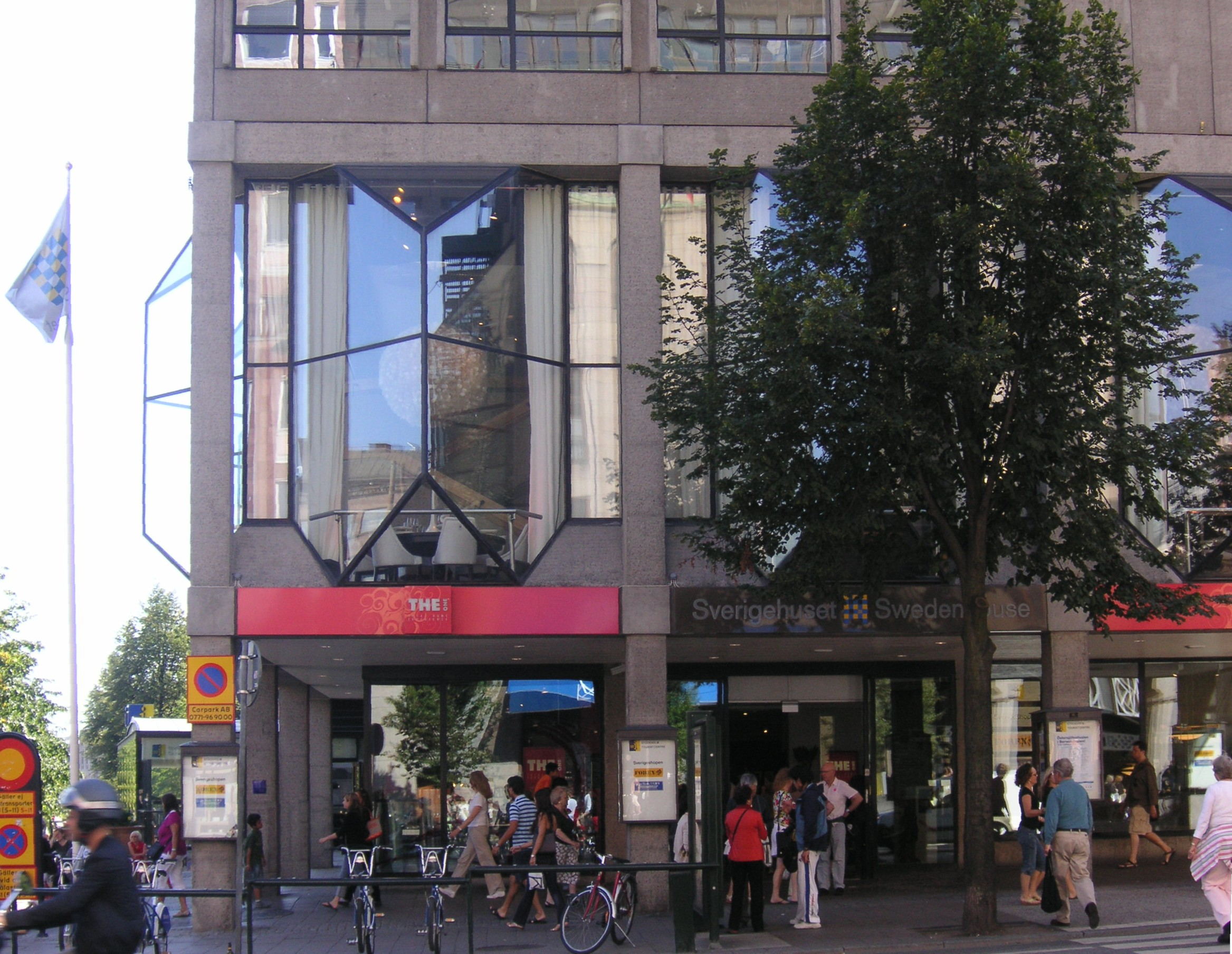
Façade, détail.
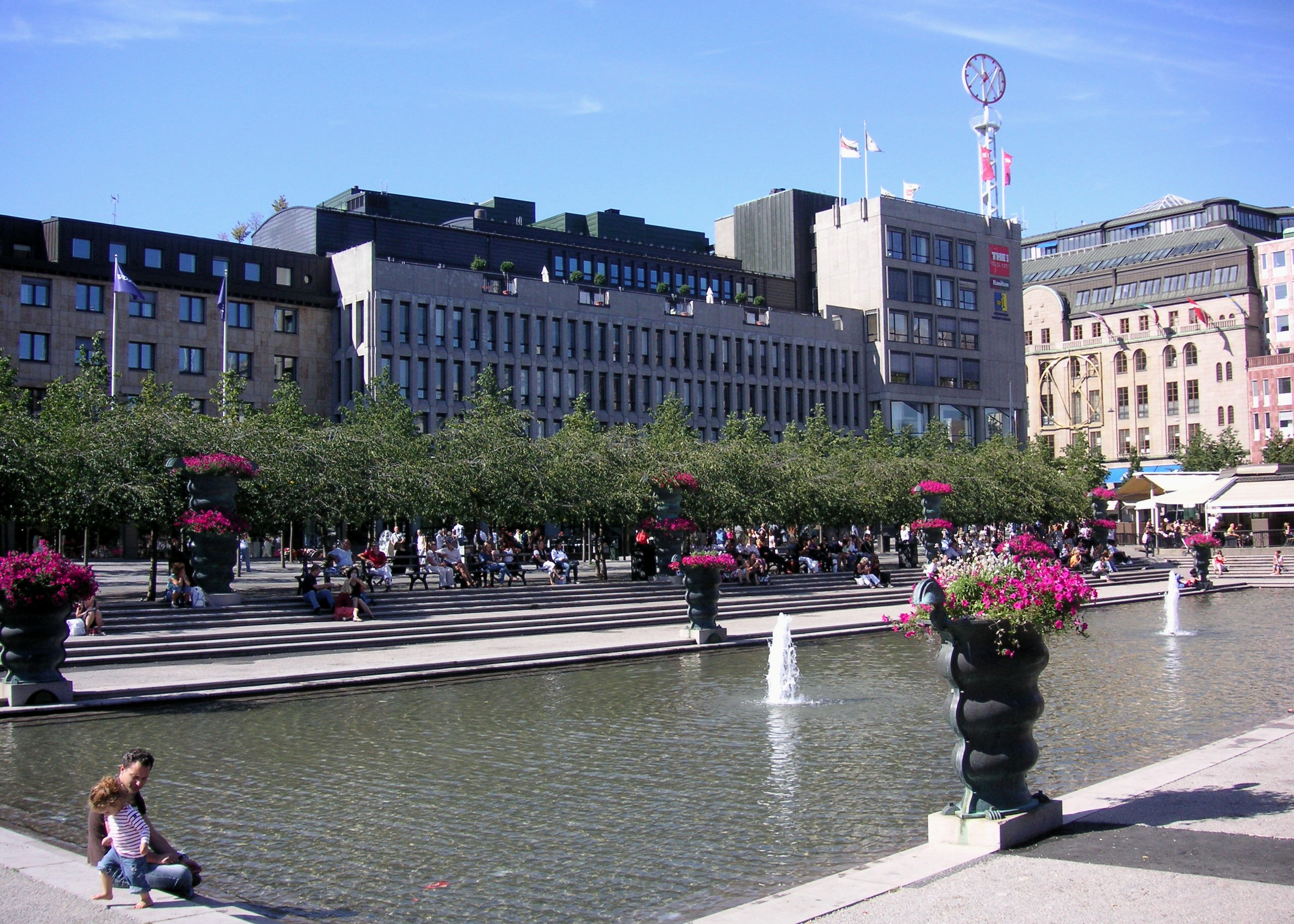
La façade est.
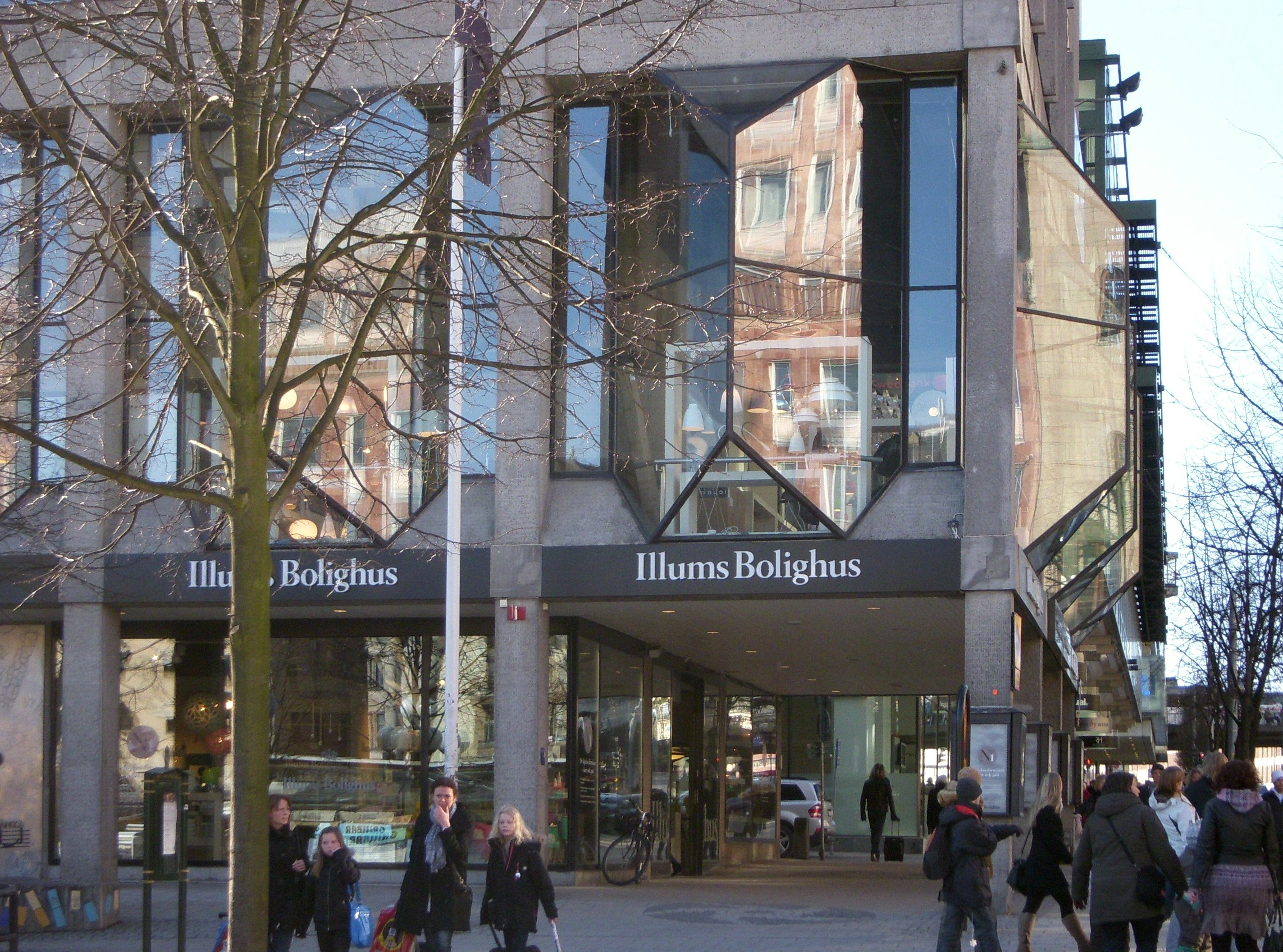
Façade, détail.

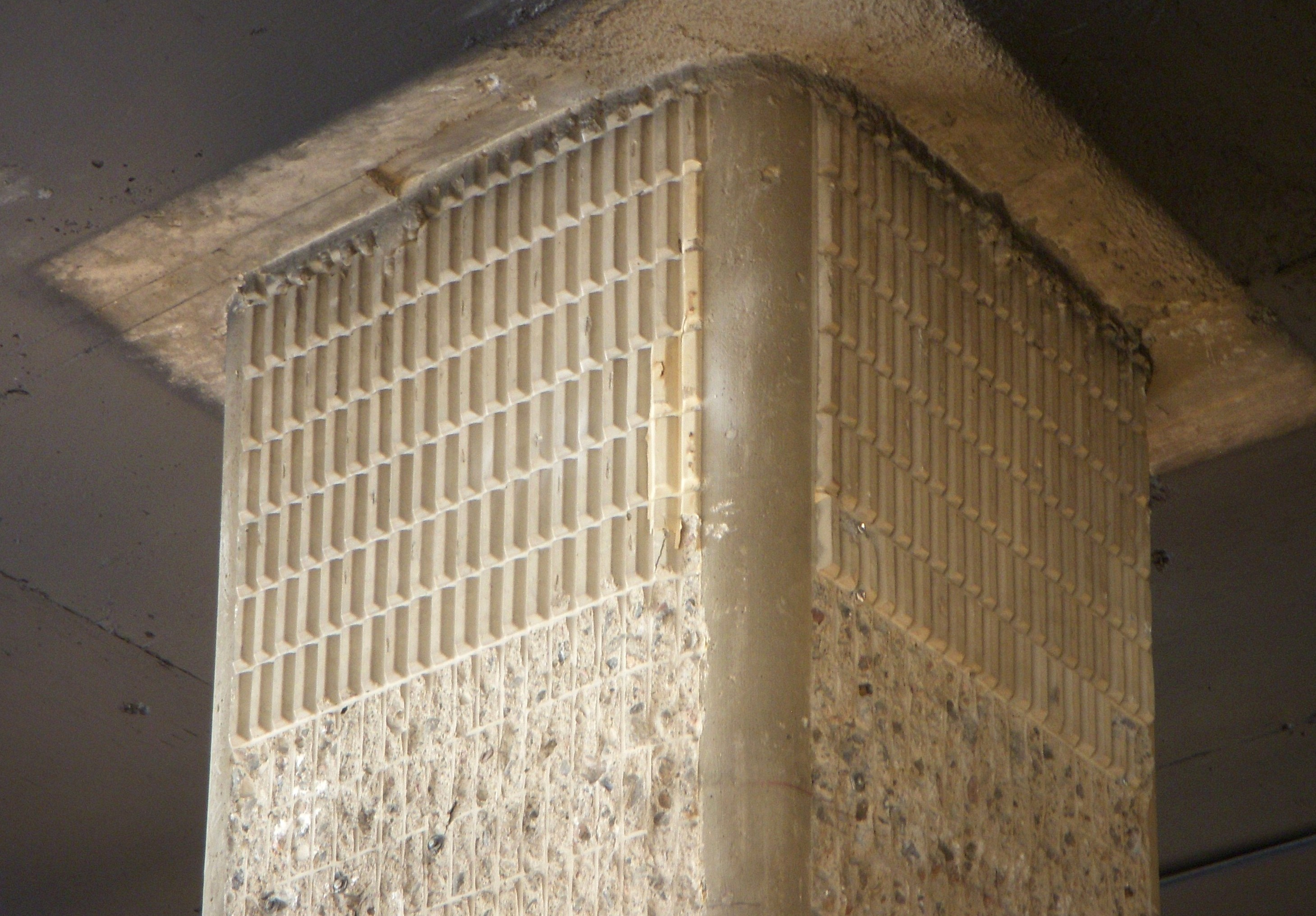
Béton traité et non traité sur un pilier.
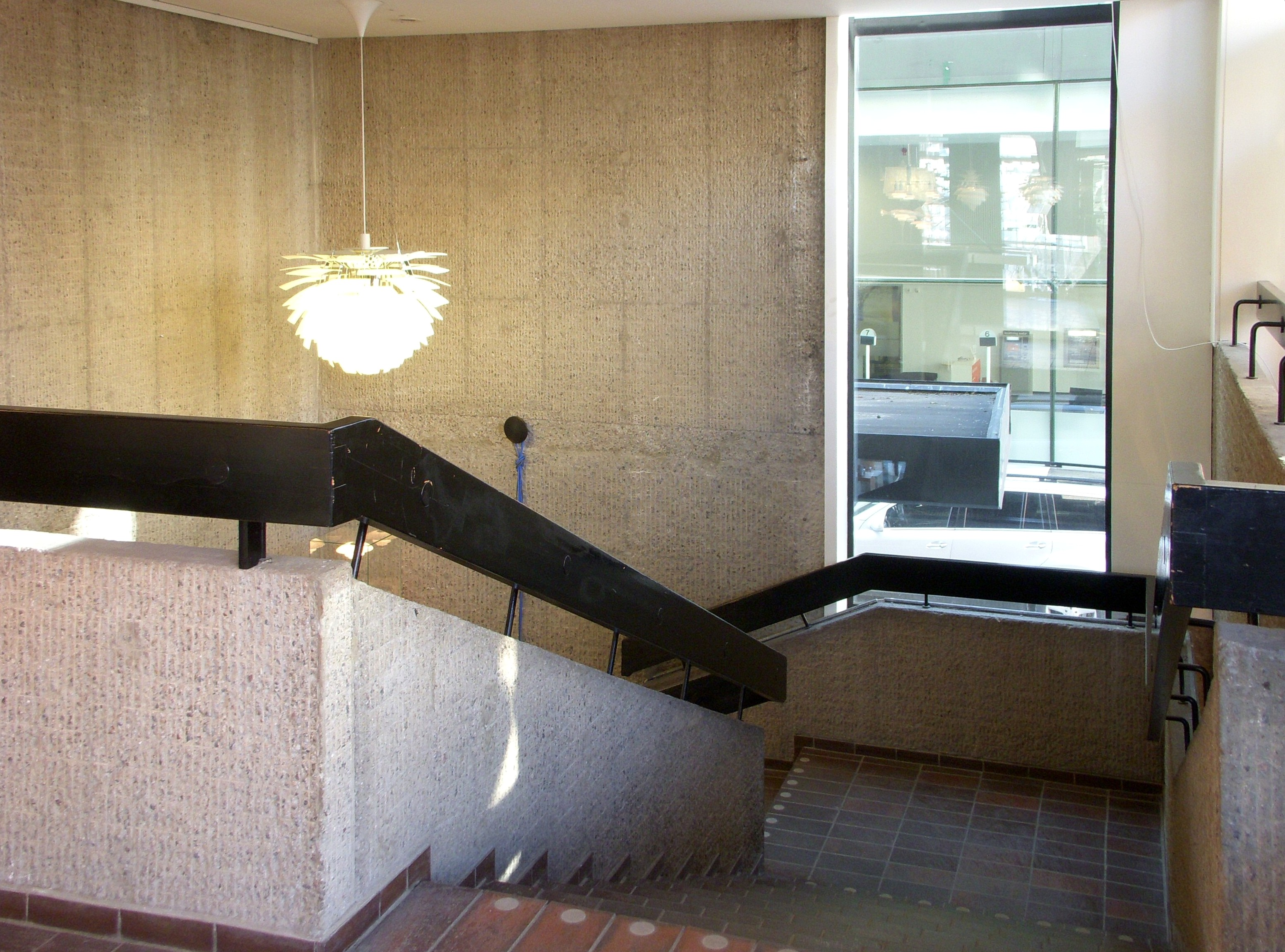
L'escalier principal.
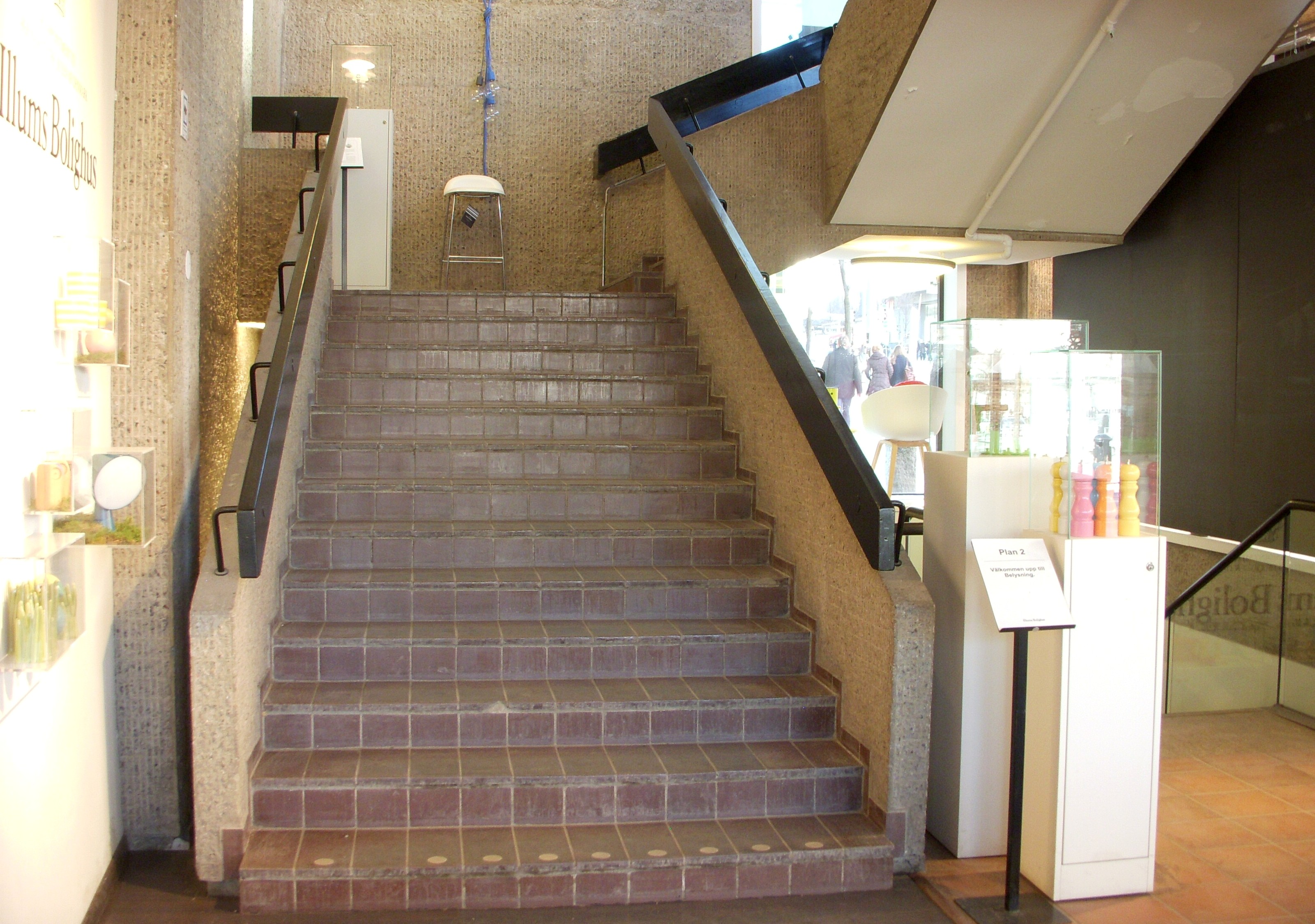
L'escalier principal.
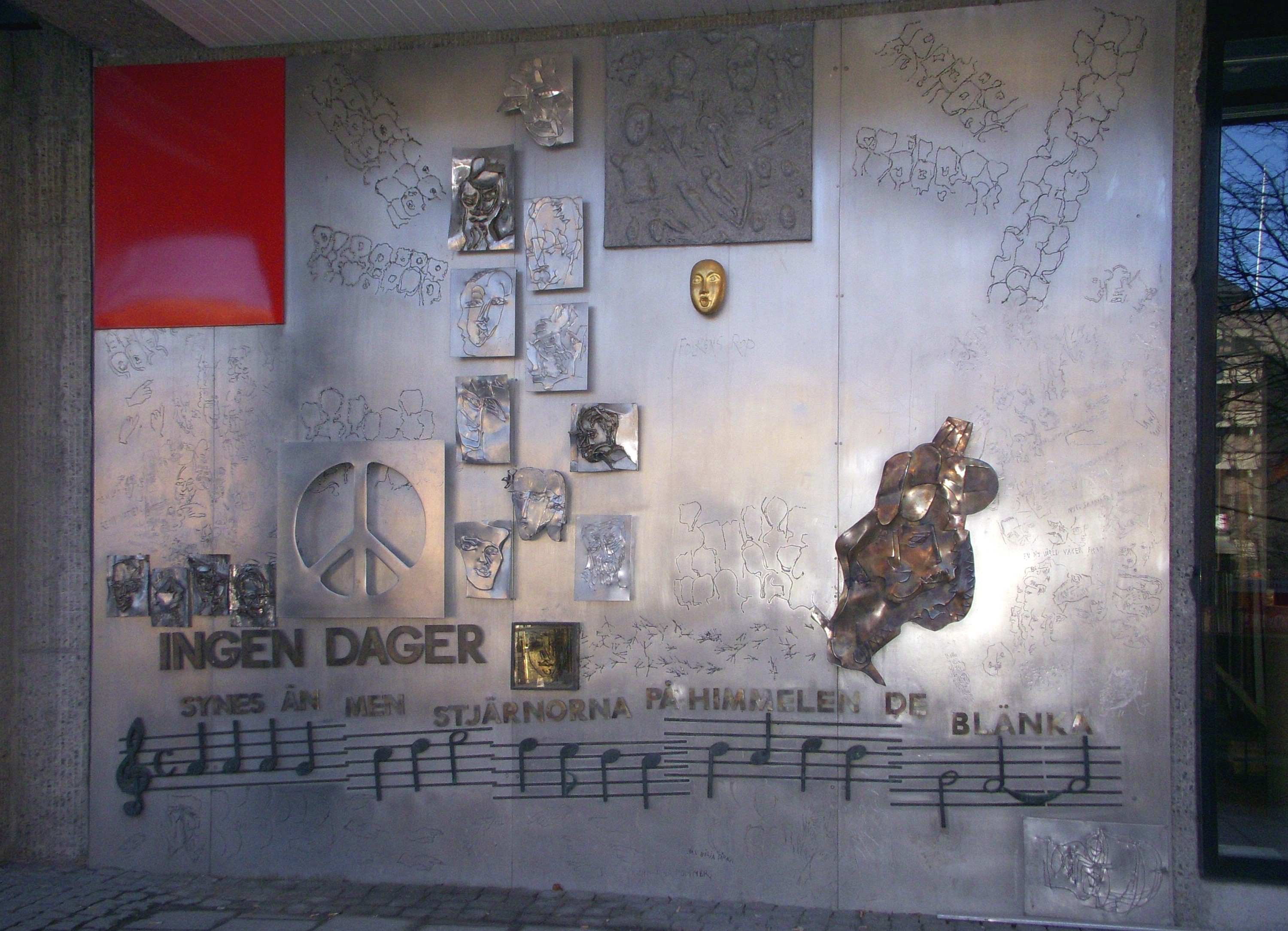
Le mur de la Suède.